# وول-ي
وول-ي (بالإنجليزية: WALL-E)‏ هو فيلم رسوم متحركة أمريكي من نوع الخيال العلمي صَدر في 2008 من قبل إستديوهات بيكسار ومن إخراج أندرو ستانتون. تم عرضه أول مرة في 23 يونيو، 2008. تدور أحداث الفيلم حول الروبوت وول-ي، وهو روبوت مُصمم لتنظيف الأرض المهجورة والمغطاة بالنفايات في المستقبل البعيد. يقع وول-ي في حب روبوت آخر إسمها إيف، فيتبعها إلى الفضاء الخارجي في مغامرة تُغير مصير جنسه والجنس البشري. يُظهر كل من الروبوتين مظاهر من حرية الإرادة والمشاعر، التي تتطور مع تقدم أحداث الفيلم.
بعد إخراجه لفيلم البحث عن نيمو شَعر ستانتون بأن بيكسار قد صنعت محاكاة واقعية لعالم ما تحت الماء وأراد إخراج فيلم تدور معظم احداثه في الفضاء. يحتوي الفيلم على كمية حوار قليلة في أجزائه الأولى والعديد من الشخصيات ليس لديها صوت بل تتواصل عن طريق لغة الجسد والأصوات الآلية التي صممها بين بيرت.
أصدرت أفلام والت ديزني الفيلم في الولايات المتحدة وكندا بتاريخ 27 يونيو، 2008. فحقق أرباحا بلغت 23.2 مليون دولار في يوم عرضه الأول، و63.1 مليون دولار خلال اسبوعه الأول في 3992 صالة سينما. ليحتل المرتبة الأولى في شباك التذاكر.

## القصة
في 2805، تكون الأرض مغطاة بالنفايات بسبب النزعة الإستهلاكية التي سهلتها الشركة التجارية العملاقة Buy 'n' Large. في 2105، أجلت شركة BnL الأرض ونقلت السكان في سفن فضائية ضخمة إلى الفضاء، وتركت على الأرض روبوتات وول-ي (WALL-E) لتنظيف الكوكب. في النهاية، تركت BnL الفكرة وأوقفت الروبوتات، ما عدا روبوت واحد والذي طَور وعيًا ذاتيا بعد 700 سنة من العمل على سطح الأرض. يستطيع وول-ي البقاء نشطًا عبر إصلاح نفسه مستخدما قطع غيار من الروبوتات الأخرى. بعيدا عن واجباته اليومية، دائما ما يجمع قطعًا أثرية للحضارة الإنسانية بدافع الفضول ويقوم بالاحتفاظ بهم في بيته، شاحنة التخزين.
في أحد الأيام يكتشف نبتة صغيرة فيحتفظ بها. لاحقا، تهبط مركبة فضائية وتخرج إيف منها، وهي مركبة آلية متطورة أرسلتها مركبة الأكسيوم التابعة لشركة BnL للبحث عن الحياة النباتية على الأرض. يقع وول-ي في حب إيف، التي تكون عدائية تجاهه في البداية لكن تصبح صديقته في النهاية. عندما يأخذها وول-ي إلى منزله ويعرض عليها مجموعته الأثرية ترى إيف النبتة فتقوم آليا بالاحتفاظ بها في داخلها وتدخل في وضع الاستعداد انتظارا لسفينتها من أجل استعادتها. لا يفهم وول-ي لماذا توقفت إيف عن العمل فيحاول جاهدا إعادة تشغيلها، لكن لا فائدة. عندما تعود السفينة من أجل استعادة إيف، يتشبث وول-ي بهيكل السفينة مسافرا عبر الفضاء لمركبة الأكسيوم، المختفية خلف سديم.
في الأكسيوم، أصبح أحفاد ركاب المركبة الأصليين يعانون من السمنة المفرطة نتيجة الجاذبية الضئيلة واعتمادهم على النظام الآلي لتلبية جميع احتياجاتهم. قائد السفينة السادس، مكراي، يترك معظم عمليات المركبة للطيار الآلي، أوتو.
يلحق وول-ي إيف داخل جزء من الأكسيوم، حيث يكتشف القائد بأنه عند وضع النبتة داخل جهاز الفحص في المركبة من أجل التأكد من قابلية السكن في الأرض مجددا، سوف تقوم المركبة بقفزة ضوئية تجاه الأرض لكي يتمكن سكان المركبة من إعادة استعمار الأرض مرة أخرى. يأمر أوتو مساعد القائد الألي GO-4 بأن يسرق النبتة كجزء من مخطط عدم العودة، الذي أصدرته BnL لجميع الطيارين الآليين بعد أن خلصت في 2110 إلى أن كوكب الأرض لا يمكن إنقاذه.
بعد ضياع النبتة، تُعتبر إيف مختلة فيتم أخذها إلى قسم التصليح مع وول-ي (لتنظيفه). يسيء وول-ي فهم عملية إصلاح إيف بأنها عملية تعذيب فيحاول إنقاذها، فيطلق حشدا من اللآليين المختلين بالخطأ من قسم الإصلاح. يقوم جهاز الأمن في المركبة بوسم وول-ي وإيف كـ «آليين أشرار». بسبب غضبها من وول-ي، تحاول إيف إرساله لموطنه في مركبة كبسولية. هناك يشاهدان روبوت GO-4 يقوم بوضع النبتة الضائعة في الكبسولة ويبرمجها على «وضع التدمير الآلي». يدخل وول-ي المركبة من أجل استعادة النبتة لكن GO-4 يقذف الكبسولة إلى الفضاء. يتمكن وول-ي من الهروب من المكبسولة قبل انفجارها، فيسوي خلافه مع إيف ويرقصان في الفضاء خارج الأكسيوم.
عندما يتم إحضار النبتة للقائد وبعد إطلاعه على تسجيلات إيف لكوكب الأرض، يقرر بأنه يجب على البشر العودة من اجل إعادة أحياء موطنهم المدمر، لكن أوتو يقوم بتنظيم عصيان ضد القائد لكي يمنع البشر من العودة. فيقوم بصعق وول-ي عند محاولته حماية النبتة، مصيبا إياه بإصابات خطيرة. تُدرك إيف بأن القطع اللازمة لإصلاح وول-ي موجودة في شاحنته على الأرض. فتساعده على إحضار النبتة لجهاز الفحص من أجل تفعيل القفزة الضوئية. يقوم القائد بفتح جهاز الفحص ويقاوم أوتو لكي يستعيد السيطرة على المركبة. لكن أوتو يسحق وول-ي جزئيا عندما يُغلق جهاز الفحص عليه. يتمكن القائد من تعطيل أوتو، وتقوم إيف يتحرير وول-ي وتضع النبتة في الجهاز مما يُفعل القفزة الضوئية نحو الأرض.
تقوم إيف فورا بنقل وول-ي إلى منزله لكي تصلحه وتُعيد تشغيله. لا يتمكن وول-ي من التعرف على إيف مجددا، بسبب إسترجاع برمجته الأصلية كروبوت مُنظف عديم المشاعر. بحزنٍ بالغ تقوم إيف بتقبيله قبلةً وداعية، الأمر الذي يحرك ذاكرة وول-ي فيستعيد شخصيته مجددا. يلتم شمل وول-ي وإيف بسعادة بينما يقوم البشر وروبوتات الأكسيوم بإعادة تأهيل الأرض من أجل استعادة بيئتها.

## طاقم التمثيل

### النسخة الإنجليزية
- بين بيرت بدور وول-ي، هو آخر روبوت على الأرض.
- إليسا نايت بدور إيف، روبوت أرسله البشر لتفحص حالة الأرض.
- جيف جارلين بدور القائد بي مكراي، بشري وهو قائد السفينة «أكسيوم» التي تحمل الجنس البشري الذين غادروا الأرض لسبع مئة سنة.
- فريد ويلارد بدور شيلبي فورثرايت، الرئيس التاريخي لشركة Buy n Large.
- جون راتزينبرغر وكاثي نجيمي بدوري جون وماري، من سكان مركبة الـ «أكسيوم»
- سيغورني ويفر بدور صوت الحاسوب الرئيسي للسفينة الـ «أكسيوم»

### النسخة العربية الفصحى
- فؤاد شمص بدور القبطان
- شربل أيوب بدور شيلبي فورث رايت
- عماد فغالي بدور أوتو وحاسوب الإكسيوم
- علي سعد بدور إم أو وجون
- أسمهان بيطار بدور ماري
- رانيا مروة
- جمانة الزنجي

## الإستقبال النقدي
تلقى الفيلم إشادة نقدية إيجابية جدا من النقاد. حيث حصل على نسبة 96% على موقع الطماطم الفاسدة بناءً على 243 مراجعة بمتوسط 8.5 من 10 وكان الإجماع النقدي للموقع: «ساحر، جريء، وفي وقته المناسب. خِفة ظل WALL-E الساحرة وبصرياته الرائعة تشهدان مجددا على إبداع بيكسار». على موقع ميتاكريتيك حصل الفيلم على 94 من 100 بناءً على 39 مراجعة نقدية.

## لعبة الفيديو
ظهر نسخة اللعبة الفيديو للفيلم قبل أول عرض له في الولايات المتحدة على أجهزة الإكس بوكس 360، والبلاي ستيشن 3، والبلاي ستيشن 2، والبلاي ستيشن بورتبل، والوي، والنينتندو دي إس، وأيضاً الحاسوب الشخصي. إن هذه اللعبة هي أول لعبة غربية تترجم إلى اللغة العربية، ولكن هذه الترجمة متوفر فقط على الإكس بوكس 360، والبلاي ستيشن 3، والپي إس پي.

## وصلات خارجية
- الموقع الرسمي
- وول-ي على موقع IMDb (الإنجليزية)
- وول-ي على موقع ميتاكريتيك (الإنجليزية)
- وول-ي على موقع روتن توميتوز (الإنجليزية)
- وول-ي على موقع نتفليكس (الإنجليزية)
- وول-ي على موقع ألو سيني (الفرنسية)
- وول-ي على موقع Turner Classic Movies (الإنجليزية)
- وول-ي على موقع أول موفي (الإنجليزية)
- وول-ي على موقع بوكس أوفيس موجو (الإنجليزية)
- وول-ي على موقع فيلمافينيتي (الإسبانية)
- وول-ي على موقع قاعدة بيانات الفيلم (الإنجليزية)

| سبقه راتاتوي | أوسكار - أفضل فيلم صور متحركة 2008 | تبعه فوق |